# بهشية شبكية
البَهْشِيِّة الشبكية (باللاتينية: Ilex reticulata) نوع نباتي يتبع جنس البهشية من الفصيلة البهشية.
موطنها الصين.